# Lluís Guri i Lázaro
Lluís Guri i Lázaro (Arenys de Mar, 5 de febrer de 1948) és un exfutbolista català de la dècada de 1970.
Començà a practicar el futbol a l'infantil i juvenil dels Germans Gabrielistes i a continuació al CF Arenys de Mar, club on arribà al primer equip la temporada 1967-68. L'any 1968 fou fitxat pel RCD Espanyol. Formà part de l'equip Amateur del club i també fou cedit a l'EC Granollers, el CF Gavà, el CF Badalona i el Rayo Vallecano, aquest darrer a segona divisió. Amb el primer equip de l'Espanyol només disputà quatre partits a primera la temporada 1973-74, en la qual marcà dos gols. L'any 1974 fou traspassat al Llevant UE, on jugà durant tres temporades, una d'elles a segona divisió. El 1977 fou fitxat per la UE Sant Andreu, club on jugà durant set temporades, convertint-se en una institució del club. Es retirà a la UE Vilassar de Mar, on encara jugà sis temporades.